# Live in Cambridge
Live in Cambridge är en livevideo av Björk, inspelad vid Cambridge Corn Exchange i Cambridge den 2 december 1998. Den gavs ut av One Little Indian Records på dvd i november 2001. Bland medverkande i framträdandet märks musikern Mark Bell och stråkensemblen The Icelandic String Octet, båda vilka Björk samarbetade med på albumet Homogenic.
Framträdandet, som var en av de sista i Homogenic-turnén, består av 14 låtar som plockats från Björks tre första album. "Anchor Song" kom även senare med på skivan Homogenic Live från samlingsboxen Live Box (2003).

## Låtlista
1. "Hunter"
2. "Come to Me"
3. "All Neon Like"
4. "You've Been Flirting Again"
5. "Isobel"
6. "Immature"
7. "Play Dead"
8. "Alarm Call"
9. "Human Behaviour"
10. "Bachelorette"
11. "Hyperballad"
12. "Pluto"
13. "Anchor Song"
14. "Jóga"

## Medverkande
- Björk
- Mark Bell
- The Icelandic String Octet